# Eleccions legislatives d'Israel de 1965
Les eleccions legislatives d'Israel de 1965 se celebraren el 15 d'agost de 1965 per a renovar els 120 membres de la Kenésset. L'Alineació, successor del Mapai, fou el partit més votat i Leví Eixkol fou nomenat primer ministre d'Israel en un govern de coalició amb Mapam, Rafi, Partit Nacional Religiós, Poalé Agudat Israel, Liberals Independents i les llistes satèl·lit àrabs.
També es presentà per primer cop Gahal, partit de dreta que aplegava Herut i el Partit Liberal, però no aconseguí el mateix nombre d'escons que ambdós partits havien obtingut per separat a les eleccions de 1961.

## Resultats
|                                  |                                   |           |       |        |        |
| ← Eleccions a la Kenésset, 1965→ |                                   |           |       |        |        |
|                                  | Candidatura                       | Vots      | %     | Escons | Escons |
| 1965                             | Candidatura                       | Vots      | %     | Dif.   |        |
|                                  | L'Alineació                       | 443.379   | 36,7% | 45     | -5     |
|                                  | Gahal                             | 256.957   | 21,3% | 26     | -8     |
|                                  | Partit Nacional Religiós          | 107.966   | 8,9%  | 11     | -1     |
|                                  | Rafi                              | 95.328    | 7,9%  | 10     | -      |
|                                  | Mapam                             | 79.985    | 6,6%  | 8      | -1     |
|                                  | Liberals Independents             | 45.299    | 3,8%  | 5      | -      |
|                                  | Agudat Israel                     | 39.795    | 3,3%  | 4      | =      |
|                                  | Partit Comunista Israelià (Rakah) | 27.413    | 2,3%  | 3      | Nou    |
|                                  | Progrés i Desenvolupament         | 23.430    | 1,9%  | 2      | =      |
|                                  | Poalé Agudat Israel               | 22.066    | 1,8%  | 2      | =      |
|                                  | Cooperació i Germandat            | 16.464    | 1,3%  | 2      | =      |
|                                  | Ha-Olam ha-Ze – Kóah Hadaix       | 14.124    | 1,2%  | 1      | 1      |
|                                  | Partit Comunista Israelià (Maki)  | 13.617    | 1,1%  | 1      | -4     |
|                                  | Moviment per la Germandat         | 11.244    | 0,9%  | 0      | -      |
|                                  | Total (participació 80,4%)        | 1.206.728 | 100%  | 120    | -      |

1. ↑   Es compara el resultat amb els escons que obtingueren per separat els partits Mapai i Ahdut ha-Avodà.
2. ↑   Es compara el resultat amb els escons que obtingueren per separat els partits Herut i Partit Liberal.